# Tillandsia rettigiana
Espèce
Classification phylogénétique
Tillandsia albida  Mez est une plante de la famille des Bromeliaceae.
L'épithète rettigiana est une dédicace à M. Rettig, inspecteur du jardin de Iéna, qui a envoyé cette plante à Mez.

## Protologue et Type nomenclatural
Tillandsia rettigiana Mez, in Repert. Spec. Nov. Regni Veg. 14: 249 (1916)
Diagnose originale :
« Foliis haud bulbose rosulatis utrinque aequaliter lepidibus parvis valdeque appressis obtectis triste viridibus; inflorescentia spicis non-nullis mediis furcatim ramosis tripinnatim panniculata[sic]; bracteis primariis (laminis inferiorum neglectis) quam spicae axillares multo brevioribus; spicis omnibus manifeste stipitatis, dense flabellatis, ad 6-floris, lanceolatis, ad 60 mm longis et 10 mm latis; bracteis florigeris sepala bene superantibus, rigidis, dorso glabris laevibusque; floribus stricte erectis; sepalis posticis ultra medium connatis; petalis violaceis, tubulose erectis, quam genitalia brevioribus. »
Type : leg. Hasselmann ; loco ignoto (décrit à partir d'une plante mexicaine en culture au jardin de Jena) .
Le spécimen de l'herbier de Berlin (B 10 0296327) issu de l'herbier de Mez et reçu de Rettig, et authentifié manuellement comme T. rettigiana par Mez, peut être considéré comme le type.

## Synonymie

### Synonymie nomenclaturale
(aucune)

### Synonymie taxonomique
- Tillandsia calothyrsus Mez [2]

## Écologie et habitat
- Typologie : plante herbacée en rosette monocarpique vivace par ses rejets latéraux.
- Habitat : ?
- Altitude : ?

## Distribution
- Amérique centrale
  -  Mexique[1]